# Yldiz Pollack-Beighle
 (juin 2023).
Yldiz Pollack-Beighle (née le 21 avril 1983 à Paramaribo) est une femme politique surinamienne, notamment ministre des affaires étrangères du pays de février 2017 au 16 juillet 2020.

## Biographie
Yldiz Beighle naît à Paramaribo le 21 avril 1983. Elle obtient un master en droit de l'université du Suriname Anton-de-Kom en 2009, puis en 2012 une maîtrise d'administration publique et de gouvernance de l'institut FHR (nl). Elle épouse Jozef Pollack et ils ont une fille.
En 2005, Pollack-Beighle est ambassadrice jeunesse de la Communauté caribéenne ; en 2008, elle intègre au nom du Suriname le secrétariat de l'organisation au Guyana, y travaillant sur les politiques publiques, puis en 2013 devenant cheffe de projet pour le développement de la jeunesse,.
Le premier février 2017, Pollack-Beighle est nommée ministre des affaires étrangères par Desi Bouterse,. Elle reste en poste jusqu'au 16 juillet 2020. Au cours de son mandat, elle s'exprime sur les conséquences de la crise climatique après de l'ONU. Elle signe un accord d'exemption de visas avec le Togo et travaille à la délimitation de l'estuaire du Maroni avec Annick Girardin, alors ministre française de l'outre-mer,. Elle annule également la reconnaissance de l'existence de la République arabe sahraouie démocratique par le Suriname,.